# Traill Ø
Traill Ø är en ö i Grönland (Kungariket Danmark). Den ligger i den östra delen av Grönland, 1 500 km nordost om huvudstaden Nuuk. Arean är 3 452 kvadratkilometer.